# Dobršín
Dobršín település Csehországban, a Klatovyi járásban. Dobršín Rabí, Sušice, Budětice és Hrádek településekkel határos. Lakosainak száma 107 fő (2024. január 1.).

## Népesség
A település lakosságának változását az alábbi diagram mutatja:
| Lakosok száma | 266  | 312  | 267  | 241  | 162  | 102  | 102  | 106  | 107  | 107  |
|               | 1869 | 1890 | 1921 | 1950 | 1980 | 2001 | 2017 | 2019 | 2022 | 2024 |

## Galéria

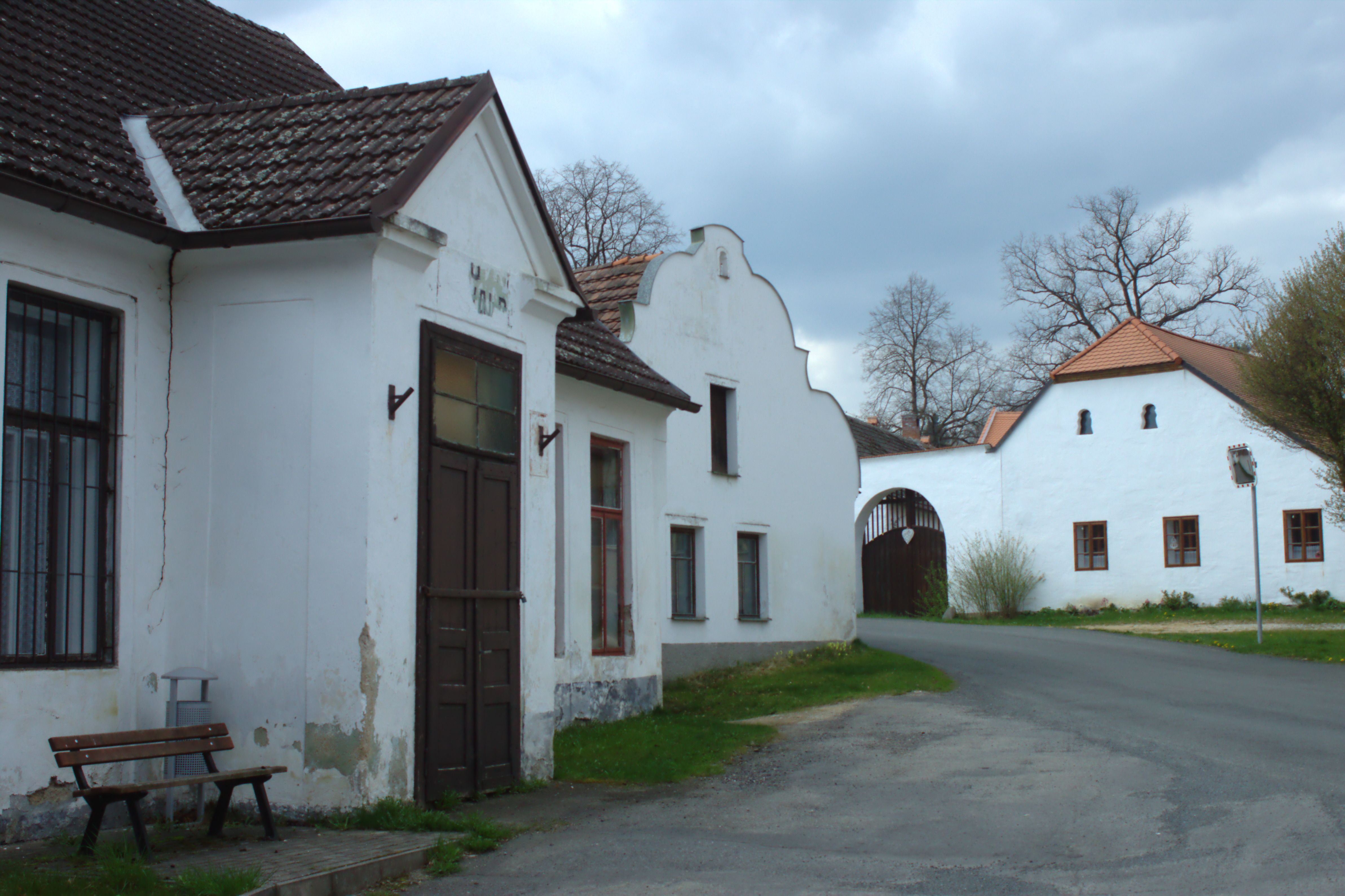
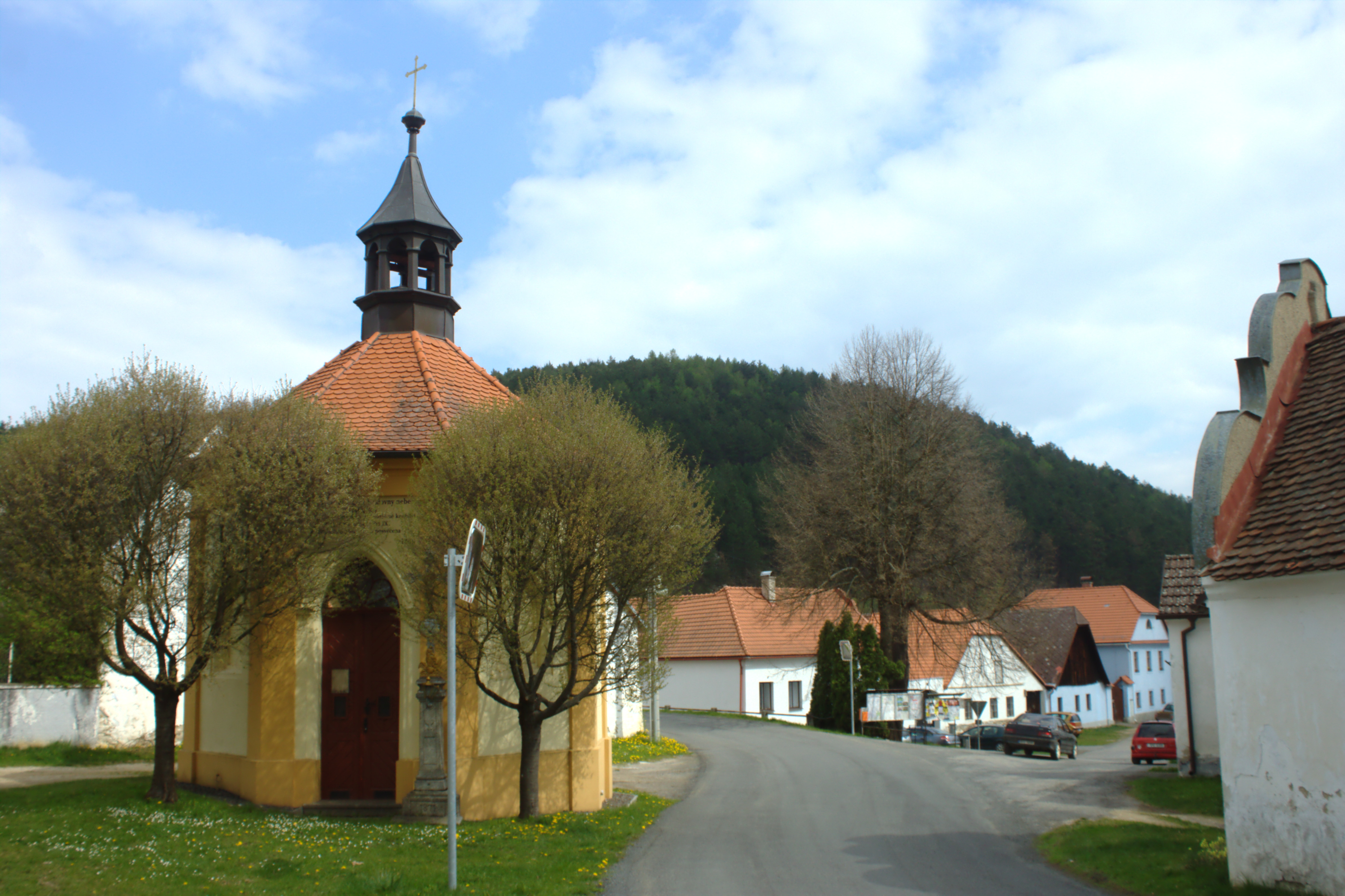
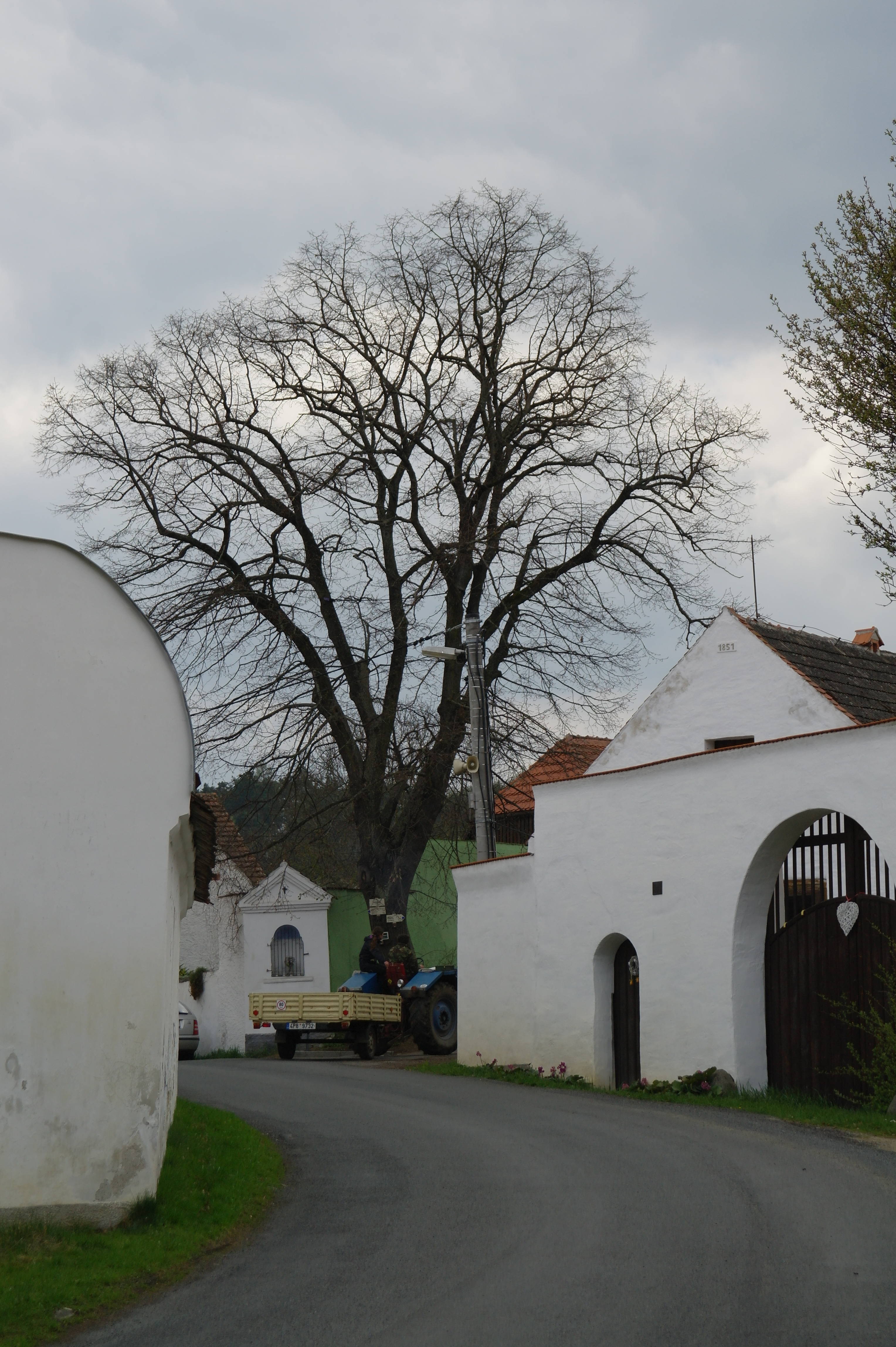